# Ноджихеви (Мартвильский муниципалитет)
Ноджихеви (груз. ნოჯიხევი) — село в Грузии, на территории Мартвильского муниципалитета края (мхаре) Самегрело-Верхняя Сванетия.

## География
Село находится в западной части Грузии, на левом берегу реки Абаши, на расстоянии приблизительно 4 километров (по прямой) к юго-западу от города Мартвили, административного центра муниципалитета. Абсолютная высота — 126 метров над уровнем моря.

## Население
По результатам официальной переписи населения 2014 года в Ноджихеви проживало 326 человек (164 мужчины и 162 женщины). В национальной структуре населения грузины составляли 100 %.
| Год  | Население, человек |
| ---- | ------------------ |
| 2002 | 456                |
| 2014 | ↘ 326              |